# كريستوفر هينتون
كريستوفر هينتون هو أستاذ مدرسة وكاتب سيناريو ورسام رسوم متحركة ومخرج كندي، ولد في 1952 في Galt, Ontario ‏ في كندا.

## وصلات خارجية
- كريستوفر هينتون على موقع IMDb (الإنجليزية)
- كريستوفر هينتون على موقع قاعدة بيانات الفيلم (الإنجليزية)